# Aleta cresta de foc
L'aleta cresta de foc (Alethe castanea) és una espècie d'ocell de la família dels muscicàpids (Muscicapidae) que habita els boscos de Nigèria, sud de Camerun, Guinea Equatorial incloent Bioko, el Gabon, República del Congo, Angola, sud-oest de la República Centreafricana, República Democràtica del Congo, el Sudan, Uganda i nord-oest de Tanzània. El seu estat de conservació es considera de risc mínim.
El 2016 aquesta espècie es va segmentar de l'aleta cuablanca (A. diademata).